# Алексий (Калоев)
Епископ Алекси́й (в миру Серге́й Семёнович Кало́ев; род. 30 июля 1980, Чадыр-Лунга, Гагаузия) — архиерей РПЦЗ(А), епископ Чадыр-Лунгский, викарий Молдавской епархии РПЦЗ(А).

## Биография
Родился 30 июля 1980 года в Чадыр-Лунге. Родители: Семён Георгиевич Калоев (болгарин) и Татьяна Олеговна Калоева (русская).
В 1987—1996 годы учился в средней школе № 4. В 1996—2001 годы учился в Кишинёвском специализированном музыкальном лицее им. С. В. Рахманинова по классу аккордеона.
В 2001 году после окончания лицея поступил в Одесскую духовную семинарию, где проучился 3 курса до 2004 года. Согласно его официальной биографии на сайте РПЦЗ(А), «осознав ложь и ересь Сергианства и Экуменизма принял решение перейти в лоно РПЦЗ».
29 февраля 2004 года епископом Агафангелом (Пашковским) в храме Архангела Михаила и святых Новомучеников и Исповедников Российских в Одессе был рукоположен в сан диакона. 6 марта 2004 года там же тем же архиереем был рукоположен в сан иерея.
Параллельно священническому служению, поступил в Свято-Кирилло-Мефодиевскую семинарию Одесской епархии РПЦЗ в Одессе, где обучался под руководством протопресвитера Валерия Алексеева. В 2005 году начал преподавать в той же семинарии богослужебное пение и практику, а также катехизиса.
27 июля 2005 года архимандритом Георгием (Кравченко) был пострижен в рясофор с именем Иосиф в честь митрополита Иосифа Петроградского.
В мае 2007 года, не приняв восстановление канонического общения между РПЦЗ и Московским патриархатом, присоединился к «Временному Высшему церковному управлению Русской православной церкви заграницей», созданному епископом Агафангелом (Пашковским).
7 июня 2008 года епископом Георгием (Кравченко) пострижен в монашество с наречением имени Алексий в честь царевича Алексея Николаевича.
22 октября 2014 года решением Синода РПЦЗ(А) награждён саном игумена.
29 мая 2019 года решением Синода РПЦЗ(А) награждён крестом с украшениями.
8 апреля 2024 года архиепископ Георгий (Кравченко) обратился с прошением к митрополита Агафангелу (Пашковскому) с просьбой избрать игумена Алексия во епископа. 27 мая 2024 года указом митрополита Агафангела (Пашковского) с согласия других архиереев РПЦЗ(А) избран епископом Чадыр-Лунгским, викарием Молдавской епархии РПЦЗ(А).
Вечером того же дня в Архангело-Михайловском храме в Одессе по прочтении 1-го часа наречён во епископа Чадыр-Лунгского, викария Молдавской епархии. Наречение совершили: митрополит Агафангел (Пашковский), архиепископ Георгий (Кравченко) и епископ Иоанн (Шмельц).
28 мая 2024 года там же теми же архиереями игумен Алексий (Калоев) хиротонисан во епископа Чадыр-Лунгского, викария Молдавской епархии РПЦЗ(А).